# Державні програми розвитку Збройних сил України та інших військових формувань
Державні програми розвитку Збройних Сил України та інших військових формувань — програми, що розробляються центральними органами виконавчої влади, які здійснюють керівництво військовими формуваннями, з метою визначення перспективних цілей, завдань та практичних заходів організаційно-технічного і соціально-економічного характеру щодо розвитку відповідних військових формувань, з урахуванням визначених строків планування та основних орієнтовних показників забезпечення матеріальними, фінансовими і людськими ресурсами у сфері оборони. Державні програми можуть включати декілька цільових програм.

## Державні програми розвитку Збройних Сил України до 2005 р.
Під час створення Збройних Сил України та їх розбудови до 1997 року стало зрозуміло, що процес становлення війська тільки почався. Бракувало системного підходу та послідовного плану вирішення проблем військового будівництва. Також не вистачало підготовлених кадрів. Важким тягарем для армії стала необхідність вирішення соціальних проблем, кількість яких постійно зростала. Крім того, глибоке скорочення збройних сил з орієнтацією на безпечне майбутнє не виправдало себе. При цьому не враховувалися інші тенденції розвитку воєнно-політичної обстановки, які почали зароджуватися ще у першій половині 90-х років. Ці тенденції полягали в тому, що поряд зі скороченням застарілих озброєнь збільшувалися видатки на оборону та відбувалося переозброєння на новітні зразки військової техніки, внаслідок чого бойовий потенціал армій зарубіжних країн постійно зростав. Але головна проблема національних Збройних Сил полягала у відсутності своєчасної обгрунтованої програми їх реформування. Невизначеність чітких орієнтирів розвитку Збройних Сил, невідповідність їх структури, чисельності, характеру підготовки, дислокації новим геополітичним реаліям та внутрішнім соціально-політичним і економічним умовам призводили до того, що військове керівництво змушене було концентрувати основні зусилля на проблемах самовиживання армії, а не на виконанні покладених на неї державних функцій та її розвитку. Відтак за збереження зазначеної тенденції армія не мала перспективи. Таке положення змусило розпочати розробку обґрунтованої Державної програми реформування та розвитку Збройних Сил України до 2005 року, яка б визначила напрями та пріоритети будівництва Збройних Сил та збалансувала б їх завдання, структуру та чисельність із потенційними воєнними загрозами і викликами національній безпеці держави, а також з сучасними економічними можливостями України.
У січні 1997 року Президентом України була затверджена Державна програма будівництва та розвитку Збройних Сил України на період до 2005 року. Через низку причин, насамперед, політичного, фінансового та методологічного характеру Програма втратила актуальність задовго до завершення. 15 листопада 2000 року Президент України підписав Указ № 1237/2000 «Про хід виконання у 1997–2000 роках Державної програми будівництва та розвитку Збройних Сил України на період до 2005 року», згідно з яким програма реформування Збройних Сил України була скоригована у липні 2000 року й отримала остаточну назву: «Державна програма реформування та розвитку Збройних Сил України на період до 2005 року».
У грудні 2005 року Колегія Міністерства Оборони оцінила результати проведеної програми словами «головні заходи в цілому виконані, що створює достатнє підґрунтя для наступного етапу воєнної реформи», анонсувавши продовження реформ було затверджено, що не всі цілі були досягнуті в повній мірі. Не дивлячись на таку скромну позицію Міністерства реалізація завдань першої Державної програми дозволила досягти певних успіхів у сфері військового будівництва. Зокрема, було розроблено та введено в дію 25 законодавчих актів оборонного будівництва, створено базову модель ЗСУ (процес оптимізації їх параметрів набув цілеспрямованого характеру), більш ефективною стала система управління, вдалося досягти значних успіхів у сфері міжнародного військового співробітництва та ін. Значний прогрес був досягнутий на шляху створення демократичного контролю над сектором безпеки (до реформ така функція була майже повністю відсутня). Програма надала процесу військового будівництва цілеспрямованості, чітко окреслила його пріоритетні напрями та завдання, а головне – об'єднала в єдиний комплекс будівництво Збройних сил із загальним процесом державотворення.

### Інші документи, процедури, програми та комісії, що впливали на розвиток та реформацію ЗСУ до 2006 року
- Державна програма перетворення військ Цивільної оборони України у Державну службу цивільного захисту
- Перший Оборонний огляд в Україні
- Перший Стратегічний оборонний бюлетень України
- Дві редакції Воєнної доктрини України
- Державна комісія з питань реформування Збройних Сил України, інших військових формувань та оборонно-промислового комплексу

## Державна програма розвитку Збройних Сил України на 2006-2011 роки
В 2004 році, Указом Президента України, був ухвалений новий стратегічний оборонний бюлетень. У зв'язку з цим, було прийнято рішення почати розробляти проєкт нової Державної програми розвитку ЗСУ, яка б врахувала нові реалії та опиралася на сучасні норми та вимоги. Зокрема, Президентом була вказана вимога звернути увагу на реформування системи управління Збройними Силами (виходячи з прийняттям нової структури) проблему модернізації та закупівлі нових зразків озброєнь та техніки, а також, звернути увагу на проблему соціального захисту військовослужбовців та їх сімей.
Головна особливість створення програми – це можливість опиратися на дані  щодо середньострокового планування, насамперед, на прогнози фінансового та матеріального забезпечення. Загалом на програму реформ (2006-2011 рік) планувалося витратити близько  73,4 млрд грн. Суму було отримано з прогнозованих економічних показників країни на цей період часу. З цієї суми на утримання ЗСУ планувалося витратити 60,5%, на підготовку близько 11,9%, на розвиток ОВТ та інфраструктури 20,8%, на реформування близько 6,8%. Вперше було визначено перелік завдань щодо захисту суверенітету та територіальної цілісності України, а також визначено терміни підготовки сил, для виконання цих завдань. Вже через два роки МО відзвітували про глибокі системні зміни спрямовані на побудову сучасної армії в Україні, яка б була адаптована до виконання актуальних завдань та участі у міжнародному співробітництві. Але у 2010 році Міністерство Оборони повідомило, що внаслідок об'єктивних причин, темпи виконання реформ були уповільнені. Проте, вдалось уникнути деструктивних тенденцій, і армія готова для подальшого реформатування та розвитку у наступні роки. Таким чином, навіть маючи детально розроблений план повного успіху досягти не вдалося.
За період 2006-2011 року Державна програма була профінансована на сумму 55,5 млрд грн., що становили 75,6% від запланованих потреб. Недофінансованість програми суттєво вплинула на її виконання. На практиці виявилося, що на час виконання програми якісні показники ЗС все більше відставали від змін у сфері оборони, обумовлених швидким розвитком систем колективної безпеки та інформаційних технологій, а також виявилося, що прогнози не відповідають реальним економічним показникам держави. Крім того, під час виконання реформи, змінився інтеграційний напрям розвитку війська. Україна вирішила відмовитися від інтеграції в НАТО, та затвердила свій позаблоковий статус. У зв'язку з цим було здійснено корегування програми. Було призупинено переформатування командувань видів у штаби видів Збройних Сил, Командування сил підтримки в Об’єднання сил забезпечення та розформування управлінь оперативних командувань. Було розформовано Об'єднане оперативне командування, оскільки позаблоковий статус вимагав концентрації війська для вирішення кризових ситуацій власними силами. Натомість було створено нові міжвидові органи військового управління: оперативні командування "Південь" та "Захід".
Спочатку програма мала певні успіхи, проте під кінець звітного періоду вона загальмувала, що не дало в повній мірі досягти успіху у сферах комплектування, бойової підготовки, модернізації техніки та озброєння, соціального захисту військовослужбовців. В окремих випадках можна було побачити і ознаки деградації. Було декілька прични невдалого проведення реформи: по-перше – відсутність політичної волі та зацікавленості у найвищих колах держави, відсутність стійкої політики та персональної зацікавленості на владному рівні; по-друге – низька ефективність механізмів організації, що не дозволяло сконцентрувати ресурси та збільшити міжвідомчу координацію; по-третє – відсутність систематизації використання ресурсів та їх обмеженість, недостатнє фінансування та неефективне використання бюджетних коштів.

### Інші програми та документи, що впливали на розвиток та реформацію ЗСУ до 2011 року
- Програма формування та розвитку Державної спеціальної служби транспорту на 2005-2015 роки.
- Стратегічний замисел застосування Збройних Сил України
- Другий Стратегічний оборонний бюлетень України

## Державна програма реформування та розвитку Збройних Сил України на 2012-2017 роки
На підставі Стратегічного оборонного бюлетеня України, відповідно до законів України «Про організацію оборонного планування» та «Про державні цільові програми» у рамках середньострокового оборонного планування Указом Президента України була затверджена Концепція реформування і розвитку Збройних Сил України на період до 2017 року, прийняття якої ознаменувало новий етап військової реформи. Концепція визначала основні напрямки розвитку та реформування Збройних Сил України у відповідно до пріоритетів та принципів державної політики у сфері національної безпеки та оборони.
Головною метою програми було створення боєздатних, мобільних, якісно підготовлених, всебічно забезпечених, професійних Збройних Сил, які були б здатні швидко та вчасно реагувати на загрози національній безпеці у військовій сфері, ліквідовувати, а за можливістю стримувати збройні конфлікти на ранній стадії їх виникнення. Крім того, Збройні Сили України мали бути спроможні брати участь у міжнародних операціях підтримання миру та безпеки. Фактично, в межах держави, ЗСУ тепер мали виконувати лише одну функцію – можливість локалізації та нейтралізації локального конфлікту (враховуючи захист та прикриття з повітря головних державних об'єктів влади та інфраструктури). Але в документі не згадувалося використання армії при дестабілізації ситуації в самій країні, або при терористичних актах. Також армія не мала брати участь у подоланні наслідків катастроф техногенного та природного характеру. При цьому високопосадовцями визнавали, що армія не готова брати участь у локальних чи повноцінних війнах.
Реформа передбачала суттєве скорочення чисельності Збройних Сил. Протягом 5 років армію планувалося скоротити більш ніж в 2 рази. Паралельно планували скорочувати усі види техніки, наприклад, із 160 літаків мало залишитися 134 і т. д. До 2017 року було запропоновано повністю скасувати строкову службу і перейти до контрактного виду комплектації особового складу. Головний пріоритет в цьому напрямку - можливость почати виконання отриманого наказу без додаткової мобілізації. Але повністю відмовитися від мобресурсу автори концепції не наважувалися, так як передбачалося нарощувати військовий потенціал збройних сил вже після початку бойових дій. Програма передбачала радикальне переозброєння армії лише починаючи з 2014 року, в рамках переозброєння мали бути закуплені нові бойові літаки, вертольоти, боєприпаси, ЗРК та інші види озброєнь. Під кінець реформи планувалося зрівнятися по всім показникам, від оснащеності до фінансування, з сусідніми країнами.
В сфері систем управління передбачався перехід на міжвидову основу. В структурі мало залишитися лише 2 оперативних командування: «Схід» та «Захід», а також командування ВМСУ – всі вони мали бути побудовані на міжвидовому принципі. Штаби цих родів військ мали бути інтегровані в Генеральний штаб України.
З огляду на модернізацію технічних засобів та розвиток інформаційних технологій в світі, особливу увагу планувалося приділити розвитку систем зв'язку та керування. Для цього, до кінця 2014 року, планувалося оцифрувати стаціонарну систему зв'язку та почати модернізацію мобільних систем. А це, в свою чергу, мало звернути увагу на захист інформаційних систем, забезпечити безпеку комунікацій та створити систему супутникового зв'язку. Крім того важливим кроком було автоматизувати всю систему радіозв'язку та створити єдине радіолокаційне поле з системою освітлення усього повітряного простору країни.
Сферу військової підготовки теж мали покращити. Так у кожному оперативному центрі планувалося побудувати великі тренувальні майданчики, які б моделювали бойову обстановку та були обладнані сучасними тренажерами. Підготовці найбільш боєздатним підрозділам мала приділятися особлива увага. Планувалося створити сили швидкого реагування, куди б увійшли не тільки аеромобільні підрозділи та спецназ, а і гірські піхотинці та повітряно-десантні війська.
Соціальне забезпечення, згідно програми, мало покращитися за рахунок масштабних скорочень та розформувань. Вивільнені кошти мали піти на створення достатнього фонду житла та допомогу сім'ям військовослужбовців. Заробітню платню офіцерам планували підняти на 80% до 2017 року. Крім того, в концепції зазначалося підвищення пільгових умов для військовослужбовців та збільшення пенсійних виплат.
Загалом, на реалізацію програми, передбачалося виділити  155 мільярдів гривень, а рівень витрат на оборону держави підняти до 1,4% ВВП.

### Призупинення виконання програми
У квітні 2014 року Генеральна Прокуратура України розпочала перевірку в Міністерстві Оборони та Генеральному Штабі ЗСУ у зв'язку з ухваленням низки управлінських рішень під час проведення реформ, унаслідок чого знизилася бойова готовність військових частин ЗСУ. За словами Головного управління нагляду за дотриманням законів у військовій сфері ГПУ, в окремих випадках це призводило до неможливості виконання підрозділами завдань. Окрім того, внаслідок хронічного недофінансування ЗС знижувався рівень їх бойової готовності з кожним роком, а стан техніки погіршувався.
1 травня 2014 року в. о. Президента України О. В. Турчинов відновив призов до лав Збройних Сил, а вже 14 травня, у зв'язку зі зміною військово-політичної ситуації, тимчасово зупинив виконання заходів Державної комплексної програми реформування і розвитку Збройних Сил України на період до 2017 року. Кабінету Міністрів було доручено у місячний термін провести комплексний огляд у секторі безпеки і оборони. До огляду планувалося залучити спільну робочу групу Україна-НАТО з питань воєнної реформи. До кінця літа планувалося переглянути основні нормативні документи, що стосувалися оборони України.
На початку 2015 року на офіційному сайті Міністерства Оборони з'явився план реформування Збройних Сил на 2015 рік з низкою серйозних адміністративних та організаційних змін. Але вже через декілька місяців ця інформація змінилась на план під назвою: програма діяльності Кабінету Міністрів України та Стратегії сталого розвитку «України – 2020» у 2015 році.

### Державна цільова програма оптимізації та реорганізації Збройних сил України на період 2015-2017 років
В липні 2015 року Міністерство Оборони вперше повідомило, що на період 2015-2017 років буде створена нова програма, метою якої буде оптимізація та реорганізація Збройних сил України. Проєкт програми було розроблено на підставі Замислу оптимізації та реорганізації Збройних Сил України, затвердженому Президентом України 14 листопада 2014 року, який був актуальним на той час.
Станом на 2016 рік проєкт програми так і не був розглянутий Кабінетом Міністрів, але заходи, передбачені проєктом Програми, реалізовувалися в рамках виконання Плану утримання і розвитку Збройних Сил України на 2015 рік та на 2016 роки. Тому, було вирішено відмовитися від подальшого розгляду документу.
Відсутність затверджених програмних документів не стала на заваді реформування Збройних Сил. Так, у 2015 році було нарощено бойовий потенціал Збройних Сил та створено необхідні угрупування військ на загрозливих напрямах. Набули спроможностей Генеральний штаб, командування видів Збройних Сил, чотири оперативні та три повітряні командування. Було створено чітку систему управління Збройними Силами та продовжувалось формування Об'єднаного оперативного штабу. Було створено Командування Сил спеціальних операцій.

### Інші програми та концепції, що впливали на реформацію та розвиток ЗСУ до 2017 року
- Державна цільова соціальна програма розвитку цивільного захисту на 2009-2013 роки;
- Програма розвитку Державної прикордонної служби України на період до 2015 року;
- Державна програма утилізації озброєння, військової техніки та іншого військового майна до 2017 року;
- Програма військово-патріотичного виховання у Збройних Силах України на 2012–2017 роки.
- Нова редакція Воєнної доктрини України (2015)

## Державна програма розвитку Збройних Сил на період до 2020 року
Державна програма розвитку Збройних Сил на період до 2020 року була затверджена 22 березня 2017 року Указом Президента України Петра Порошенко. Програма була розроблена Міністерством оборони України та Генеральним штабом ЗС України із залученням потужного досвідченого колективу іноземних радників та вітчизняних експертів. Програма формувалася з урахуванням вимог Ради безпеки та оборони України та опиралася на рішення РНБО «Про Концепцію розвитку сектору безпеки і оборони України» та «Про Стратегічний оборонний бюлетень України».
За мету розвитку ЗСУ ставилося набуття ними спроможностей для ефективного реагування на загрози національній безпеці України у воєнній сфері та у сфері оборони, захисту суверенітету, територіальної цілісності і недоторканності України, а також досягнення євроатлантичних стандартів та критеріїв, необхідних для набуття Україною членства в НАТО. Досягнення цієї мети мало здійснюватися шляхом імплементації наступних стратегічних цілей, що були сформовані на основі Стратегічного оборонного бюлетня України:
- розвиток системи управління ЗС України на основі прийнятих у НАТО принципів і стандартів;
- удосконалення системи оборонного планування, запровадження в Міністерстві оборони України та ЗС України прозорого та ефективного управління ресурсами з використанням сучасних євроатлантичних підходів;
- набуття спроможностей ЗС України для гарантованої відсічі збройній агресії, оборони держави та участі в підтриманні миру і міжнародної безпеки;
- створення єдиної системи логістики та удосконалення системи медичного забезпечення ЗС України відповідно до стандартів НАТО;
- професіоналізація ЗС України та створення необхідного військового резерву.

Визначені цілі розвитку Збройних Сил України були збалансовані з необхідними для їх реалізації видатками з урахуванням економічних можливостей держави. Всього, на виконання програми було заплановано 4 855,47 млн ₴.

## Державна програма розвитку Збройних Сил України на період до 2025 року
У липні 2018 р. набув чинності Закон України «Про національну безпеку України» за яким головним органом військового управління з планування оборони держави став виступати Генеральний штаб Збройних Сил України. Вказане правило було запропоновано запровадити з 1 січня  2021 року. Цей план було переглянуто зі зміною керівництва держави в 2019 році. Володимир Зеленський у вересні 2019 року вніс у Верховну Раду проєкт Закону України «Про внесення змін до Закону України «Про оборону України» щодо організації оборони держави», яким, зокрема, передбачено розроблення та затвердження плану оборони України. 20 вересня 2019 року проєкт змін було прийнято, як невідкладний. За проєктом, план оборони України має визначити зміст, обсяги, виконавців, порядок та строки здійснення політичних, економічних, соціальних, військових, наукових, науково-технічних, інформаційних, правових, організаційних та інших заходів щодо оборони держави. План мав стати частиною оборонного планування держави та дозволити почати розробку та реалізації нової Комплексної програми розвитку Збройних Сил України та індивідуальні програми розвитку видів ЗСУ. У рамках створення програми планувалося провести комплексний аналіз реальних та потенційних загроз національній безпеці у воєнній сфері та визначити необхідні критерії підтримання боєздатності сил оборони. Таким чином уряд розвивав нову державну політику у сфері оборони, яка відповідала євроатлантичним принципам та підходам. Представлення Плану оборони України було заплановано на 2020 рік.
У вересні 2019 року Міністр оборони України Андрій Загороднюк заявляв про плани перегляду Стратегічного оборонного бюлетня та проведення аналізу контексту безпеки на базі якого планувалося визначити сценарії загроз та розробити стратегію оборони та національної безпеки. Водночас планувалося привести у відповідність нормативно-правову базу для впровадження технічних та адміністративних стандартів НАТО.
29 листопада 2019 року МОН затвердило перелік законодавчих та інших нормативно-правових актів, щодо подальшого реформування армії та зміцнення оборони держави. Поміж іншого у програмі згадувалась Державна програма розвитку Збройних Сил України на період до 2025 року, яку планувалося представити до 31 липня 2020 року . Проте, вчасно представлена вона не була.
В грудні 2019 року було завершено проведення чергового оборонного огляду. Оборонний огляд 2019 року мав стати основою для розробки Стратегії воєнної безпеки України, Стратегічного оборонного бюлетеня України, державної програми розвитку Збройних Сил України та Плану оборони України.
На початку 2020 року були представлені Стратегія національної безпеки України та стратегія воєнної безпеки. Вперше стратегії відповідали сучасним євроатлантичним підходам. Одночасно продовжувалася розробка планів щодо розвитку конкретних видів Збройних Сил. Стратегія національної безпеки України була затверджена у вересні того ж року. Аналіз науковців вказує, що ця стратегія сильно відрізнялась від стратегій, що були прийняті в 2007, 2012 та 2015 роках. Керуючись Стратегією НБ Міністерство Оборони України розробило Стратегію воєнної безпеки України та подало її на розгляд РНБО. 25 березня 2021 року президент України затвердив рішення РНБО про ввелення дії Стратегії у подальшу довгострокову перспективу.
У 2021 році було роботу над новим Стратегічним оборонним бюлетнем було завершено . На основі бюлетеня мали бути розроблені усі необхіді державні цільові програми та інші документи для розвитку оборонної галузі та ЗСУ .
29 січня 2022 року, Міністр Оборони України Олексій Резніков під час "Години запитань до Уряду" озвучив термінити прийняття нової програми. За його словами її мали прийняти впродовж 2022 року.
У зв'язку зі збройною агресією Російської Федерації проти України програма не була прийнята.

### Нормативні джерела
- Постанова ВРУ № 1431-XII «Про військові формування на Україні» від 24.08.1991  [Архівовано 28 березня 2014 у Wayback Machine.]
- Постанова ВРУ № 1658-XII «Про утворення Ради оборони України» від 11.10.1991
- Постанова ВРУ № 1659-XII «Про Концепцію оборони та будівництва Збройних Сил України» від 11.10.1991 [Архівовано 5 березня 2016 у Wayback Machine.]
- Закон № 1932-XII «Про оборону України» від 06.12.1991 [Архівовано 19 січня 2016 у Wayback Machine.]
- Закон № 1934-XII «Про Збройні Сили України» від 06.12.1991 [Архівовано 9 березня 2013 у Wayback Machine.]
- Указ Президента України № 927/2000 28.07.2000
- Указ Президента України № 1237/2000 «Про рішення Ради національної безпеки і оборони України від 31 жовтня 2000 року «Про хід виконання у 1997–2000 роках Державної програми будівництва та розвитку Збройних Сил України на період до 2005 року» від 15.11.2000 [Архівовано 25 грудня 2014 у Wayback Machine.]
- Закон № 1621-IV «Про державні цільові програми» від 18.03.2004 [Архівовано 24 червня 2017 у Wayback Machine.]
- Указ Президента України № 670/2004 «Про рішення Ради національної безпеки і оборони України від 17 червня 2004 року «Про Стратегічний оборонний бюлетень України на період до 2015 року» від 22.06.2004
- Закон № 2198-IV «Про організацію оборонного планування» від 18.11.2004  [Архівовано 26 липня 2014 у Wayback Machine.]
- Указ Президента України № 772/2012 «Про рішення Ради національної безпеки і оборони України від 29 грудня 2012 року «Про Концепцію реформування і розвитку Збройних Сил України на період до 2017 року» від 29.12.2012 [Архівовано 15 червня 2017 у Wayback Machine.]
- Указ Президента України № 447/2014 «Про заходи щодо підвищення обороноздатності держави» від 01.05.2014 [Архівовано 25 січня 2017 у Wayback Machine.]
- Указ Президента України № 468/2014 «Про рішення Ради національної безпеки і оборони України від 28 квітня 2014 року «Про заходи щодо підвищення ефективності планування в секторі безпеки і оборони"» від 13.05.2014 [Архівовано 24 січня 2017 у Wayback Machine.]
- Указ Президента України «Про рішення Ради національної безпеки і оборони України від 20 травня 2016 року «Про Стратегічний оборонний бюлетень України"» від 06.06.2016 № 240/2016 [Архівовано 7 червня 2016 у Wayback Machine.]
- Рішення Ради Національної Безпеки та Оборони «Про Державну програму розвитку Збройних Сил України на період до 2020 року» від 29 рудня 2016 року [Архівовано 11 січня 2018 у Wayback Machine.]
- Указ Президента України № 73/2017 «Про рішення Ради національної безпеки і оборони України від 29 грудня 2016 року «Про Державну програму розвитку Збройних Сил України на період до 2020 року» від 22.03.2017 [Архівовано 29 червня 2018 у Wayback Machine.]
- Закон № 2469-XIII «ППро національну безпеку України» від 21.06.2018 [Архівовано 24 жовтня 2020 у Wayback Machine.]
- Указ Президента України № 225/2019 «Про рішення Ради національної безпеки і оборони України від 16 травня 2019 року «Про організацію планування в секторі безпеки і оборони України» від 16.05.2019 [Архівовано 14 лютого 2022 у Wayback Machine.]
- Перелік проєктів законодавчих та інших нормативно правових актів, направлених на виконання завдань, визначених пунктом 11 статті 1 Указу Президента України від 08.11.2019 №837 «Про невідкладні заходи з проведення реформ та зміцення держави» [Архівовано 11 червня 2020 у Wayback Machine.]
- Указ Президента України № 473/2021 «Про рішення Ради національної безпеки і оборони України від 20 серпня 2021 року «Про Стратегічний оборонний бюлетень України» [Архівовано 17 вересня 2021 у Wayback Machine.]